# Build One South Africa
Build One South Africa (BOSA, „Erbaue ein Südafrika“), offiziell registriert als Build One South Africa with Mmusi Maimane, ist eine politische Partei in der Republik Südafrika. Sie wurde 2022 gegründet.

## Geschichte
Die Partei wurde am 24. September 2022 in Soweto gegründet. Gründer war Mmusi Maimane, ein früherer führender Politiker der Democratic Alliance (DA). Von 2015 bis 2019 war Maimane Parteivorsitzender der DA gewesen und Oppositionsführer in der südafrikanischen Nationalversammlung. Nachdem Helen Zille zur de facto stellvertretenden DA-Parteivorsitzenden gewählt worden war, legte Maimane am 23. Oktober 2019 alle seine Parteiämter nieder. Am Folgetag gab er auch sein Abgeordnetenmandat zurück und verließ die DA. Zur Begründung seines Rücktritts erklärte Maimane, dass er nicht mehr daran glaube, dass die DA die beste Organisation sei, um den Traum eines einigen, nicht-rassischen Südafrikas zu verwirklichen. Er könne nicht mit Personen zusammenarbeiten, die bei der Diskussion der Ursachen von Ungleichheit und Armut nicht daran glaubten, dass Rassismus eine Rolle spiele. Nach seinem Parteiaustritt erklärte Maimane, dass er sich vorerst keiner politischen Partei anschließen werde.
Anfang März 2020 gründete Maimane die Organisation One South Africa. Maimane charakterisierte die Organisation als zivilgesellschaftliche „Bewegung“ und nicht als politische Partei.
Am 24. September 2022 gründete Maimane mit BOSA eine politische Partei. Er erklärte, dass er seit seinem Parteiaustritt mit Aufforderungen überhäuft worden sei, wieder in die Politik zurückzukehren. Den Ausschlag hätten die Krisen gegeben, mit denen das Land konfrontiert sei, wie die hohe Arbeitslosenquote und die Frage der Sicherheit der Bürger. Er selbst sei kürzlich Opfer eines Verbrechens geworden und könne nicht länger tatenlos zusehen. Er kündigte an, mit seiner neuen Partei bei den anstehenden Wahlen 2024 als Präsidentschaftskandidat anzutreten. In ihrem Programm trat die neue Partei für ein „einiges, gleiches und inklusives“ Südafrika der Chancengleichheit, für die Förderung kleiner Unternehmen und für ein verbessertes Bildungssystem ein.
Wirtschaftspolitisch schlug sie die Einrichtung von Sonderwirtschaftszonen (Township Special Economic Zones) vor und befürwortete ein bedingungsloses Grundeinkommen.
Bei den Wahlen zur Nationalversammlung am 29. Mai 2024 erhielt die Partei landesweit 65.912 Stimmen (0,41 %) und gewann zwei Mandate in der Nationalversammlung. Außerdem gewann sie einen Sitz in der Provinzversammlung von Gauteng.